# Interruptor de pera

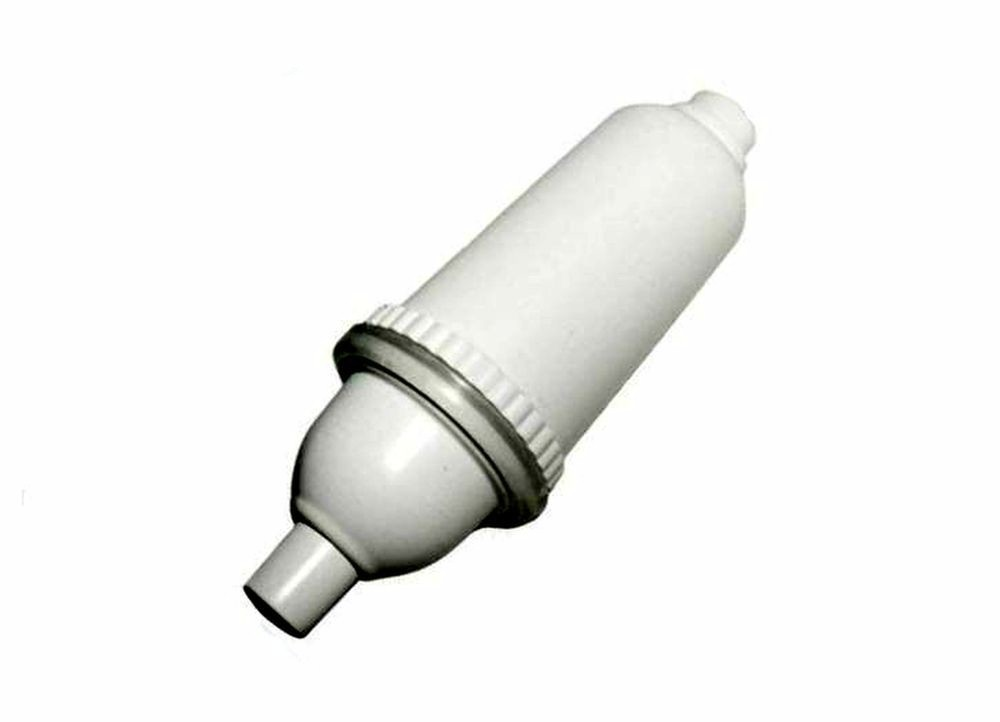
interruptor de pera

Un interruptor de pera és un tipus particular d'interruptor elèctric que sol tenir l'aparença d'una petita pera. El seu funcionament és molt senzill, amb un botó que segons el tipus es prem per activar-lo o desactivar-lo o simplement es prem com un polsador perqué, per exemple, soni un timbre.
Es caracteritza per la seva forma i funció. A diferència dels interruptors convencionals que es fixen a la paret, l'interruptor de pera queda suspès del cable. En pressionar la pera, s'uneixen els contactes elèctrics, tancant el circuit. El seu ús més corrent és per a làmpades penjants, capçaleres de llit, tauletes de nit o en general, en situacions on no es vol muntar l'interruptor a la paret.

## Descripció

Polsador de pera

Té una forma de pera o còdol, ovalada o esfèrica, de fusta o de plàstic, que està connectada a un mecanisme que té un ressort amb un contacte elèctric. És un mecanisme automàtic amb un ressort, semblant a un polsador però tenint en compte que hi ha un model que és biestable i torna l'interruptor a la seva posició per defecte després de prémer dues vegades, canviant la condició inicial del circuit elèctric o restaurant-la, connectant o bloquejant la circulació de corrent en dit circuit elèctric.

## Tipus
N'hi ha de dos tipus: 

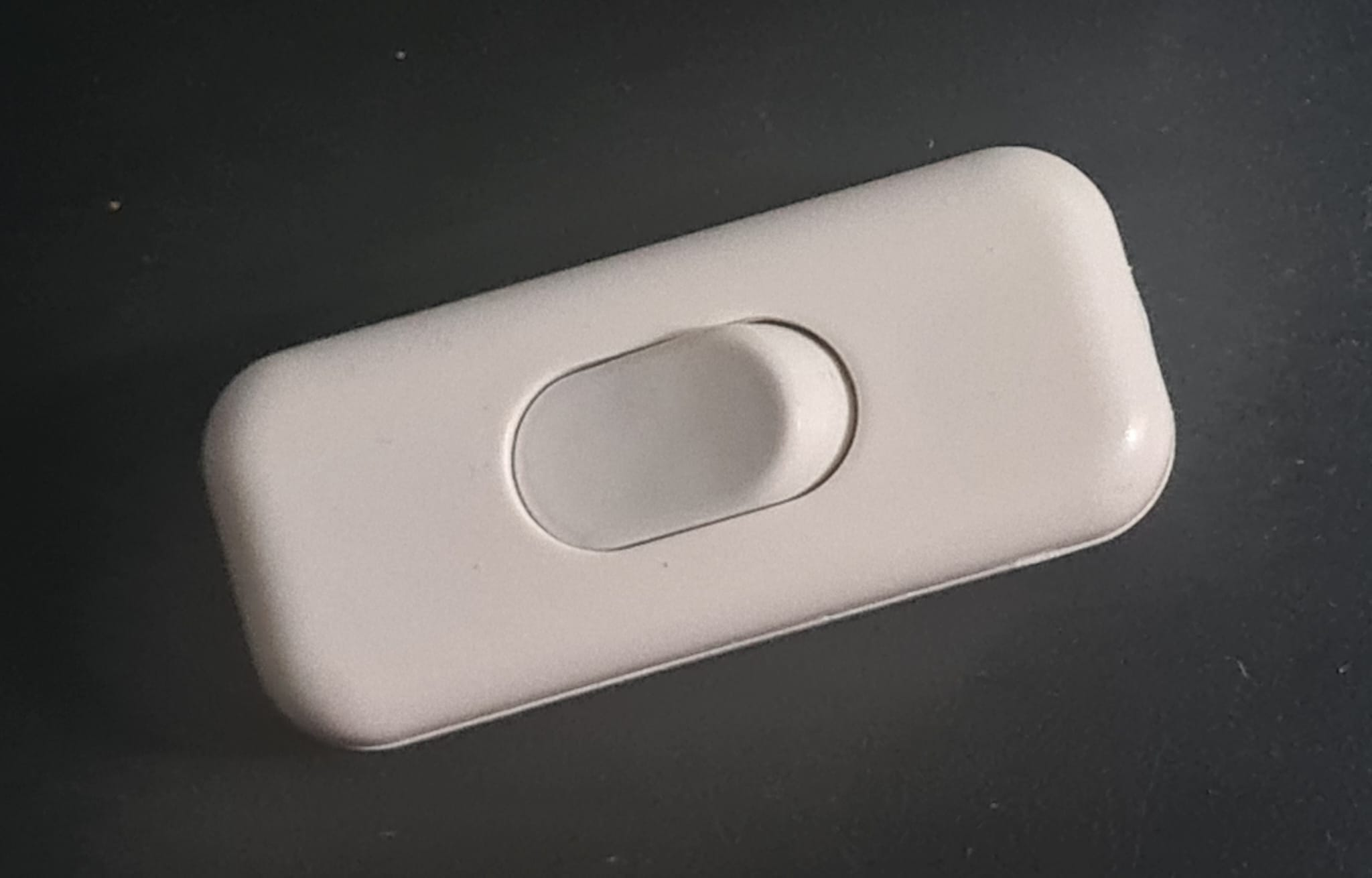
Polsador de pera pla

- Interruptor/commutador: semblant a un polsador però és un model que és biestable i torna l'interruptor a la seva posició per defecte després de prémer dues vegades, canvia la condició inicial del circuit o la restaura i mantén el circuit connectat elèctricament per mantenir l'estat elèctric actual. En tots els casos, prement el botó una altra vegada torna a la seva posició inicial. (Exemples: interruptors de capçalera de llit,[8] de làmpada de tauleta de nit, interruptors d'ampliadores fotogràfiques[7])
- Polsador: és un interruptor momentani o sense enganxament que provoca un canvi temporal en l'estat d'un circuit elèctric només mentre l'interruptor està accionat físicament. Permet que l'electricitat flueixi entre els seus dos contactes quan es manté. Quan es deixa anar el botó, el circuit s'obre. Aquest tipus d'interruptor també es coneix com a interruptor normalment obert (NO). Exemples: timbre a la capçalera del llit a les cases antigues.[9]